# Omalogyridae
Omalogyridae zijn een familie van weekdieren uit de klasse van de Gastropoda (slakken).

## Taxonomie
De volgende geslachten zijn bij de familie ingedeeld:
- Ammonicera Vayssière, 1893
- Omalogyra Jeffreys, 1859
  - = Ammonicerina O. G. Costa, 1861
  - = Helisalia Laseron, 1954
  - = Homalogyra Jeffreys, 1867
- Retrotortina Chaster, 1896
- † Schobertinella Nützel & Gründel, 2015